# Knots Landing
A Knots Landing egy főműsoridős szappanopera, a Dallas spin-offja volt a ’80-as években, ami 14 évadot élt meg a CBS televízió csatornán 1979. december 27-től 1993. május 13-ig. A sorozat egy kitalált, Los Angeles-i tengerparti külvárosban játszódik, Knots Landingben. A show 4 házaspár életét mutatja be, akik egy „zsákutcaszerű” utcácskában élnek, amit Seaview Circle-nek hívnak. Bár eredetileg a sorozat házaspárok életét akarta bemutatni, mégis a cselekményszálak tartalmaznak nemi erőszakot, gyilkosságot, emberrablást, drogcsempészetet, nyomozást és munkahelyi áskálódást. A Knots Landing az egyik leghosszabb főműsoridős szappanopera volt, amit valaha készítettek.

## Az alkotók
Knots Landing alkotói között találhatjuk David Jacobst, aki a Dallast is készítette, és Michael Filermant, aki a Falcon Crest című, szintén amerikai sorozatot készítette. David Jacobs először a Knots Landing terveit mutatta be a CBS-nek, akik valami sokkal ütősebb sorozatot akartak. Ezért Jacobs egyik szereplőjének családját kiemelte és így született meg a Dallas, ami nagy sikert aratott a nézők körében. Ezután Jacobs újra elment a CBS-hez és végül megkapta az engedélyt, hogy elkezdhesse a Knots Landing forgatását, remélve, hogy ezzel is legalább akkora sikereket érhet el, mint a Dallasszal.

## A sorozat élete
Maga a sorozat egy 1973-as Ingmar Bergman mozifilm, a Jelenetek egy házasságból sorozatosítása csak itt négy házassággal a középpontban. Habár soha nem volt olyan sikeres, mint a Dallas mégis 14 éven keresztül fejlődött és alakult át világhírű sorozattá és sokkal nagyobb kritikai elismerést kapott anyasorozatánál. Ma már tudjuk, hogy a sorozat legfőbb főszereplője a Tony-díj nyertes Broadway énekes – és színésznő Michele Lee, aki a merész és mindig bátor Karen Fairgate MacKenzie-t alakította a sorozatban. Michele Lee az egyetlenegy színész a sorozatból, aki mind a 14 évad mind a 344 epizódjában szerepelt, és ezzel ő tartja a rekordot, akinek karaktere eddig a legtöbbször jelent  meg egy amerikai főműsoridős sorozatban. 
Bár a sorozat a Dallashoz képest mindig szerényebben teljesített a nézettségi listán mégis sikerült az ötödik évadban (1983-1984) 11-ként, míg a hatodik évadban (1984-1985) a 9-ként végezni az amerikai nézettségi listán. Ehhez valószínűleg az is hozzájárult, hogy a sorozat drámai cselekményszálai még szappanoperásabbá váltak és még több új karaktert írtak bele a sorozatba, akik új cselekményszálakat hoztak a sorozatba. A tizedik évadra (1988-1989) a sorozat megelőzte a Dallast, de már egyik sorozatot sem nézték annyian, mint a kezdetekkor.
Évekkel a sorozat befejezése után 1997-ben a szereplőgárda legnagyobb része újra összejött, hogy elkészítsenek egy kétórás tévéfilmet Knots Landing: Back to the Cul-de-Sac címmel, majd 2005-ben  újra egyesültek, hogy részt vegyenek egy non-fiction dokumentumfilmben, amit Knots Landing: Together Again címmel ismerhetnek az amerikai nézők.
A Knots Landinget Magyarországon még sohasem láthatták a nézők.

## A sorozat háttere
Gary Ewing volt a középső fiú a Ewing családban, és egyben a fekete bárány is. Gary alkoholista volt, akit apja, Jock és idősebb bátyja, J. R. (Magyarországon Jockey) nem kezelt egyenlő félként. A bizonytalan 17 éves Gary találkozott a 15 éves Valene-nel, akivel hamarosan összeházasodott és elhagyta otthonát, a híres Southfork Ranch-t, majd később Valene-t is. Amikor ezt J.R. megtudta követte Valene-t és elvette tőle gyermekét Lucy-t, és elküldte a lányt a városból (Mindehhez Gary segítségére is szüksége volt, akit sikeresen manipulált). Évekkel később Valene és Lucy találkoztak, ami arra ösztönözte Gary-t, hogy újra összejöjjön feleségével. Később összeházasodtak újra és Miss Ellie segítségével (vett nekik egy házat Kaliforniában) elköltöztek Knots Landing-be, hogy a nézők egy új sorozatban tovább követhessék a Ewing család fekete bárányának és szép feleségének történetét a kaliforniai tengerparton.

## Összefoglaló

### Első évad (1979-1980)
- Az első évad 13 epizódot tartalmaz.

### Második évad (1980-1981)
- A második évad 18 epizódot tartalmaz.

### Harmadik évad (1981-1982)
- A harmadik évad 22 epizódot tartalmaz.

### Negyedik évad (1982-1983)
- A negyedik évad 22 epizódot tartalmaz.

### Ötödik évad (1983-1984)
- Az ötödik évad 25 epizódot tartalmaz.

### Hatodik évad (1984-1985)
- A hatodik évad 30 epizódot tartalmaz.

### Hetedik évad (1985-1986)
- A hetedik évad 30 epizódot tartalmaz.

### Nyolcadik évad (1986-1987)
- A nyolcadik évad 30 epizódot tartalmaz.

### Kilencedik évad (1987-1988)
- A kilencedik évad 29 epizódot tartalmaz.

### Tizedik évad (1988-1989)
- A tizedik évad 28 epizódot tartalmaz.

### Tizenegyedik évad (1989-1990)
- A tizenegyeik évad 29 epizódot tartalmaz.

### Tizenkettedik évad (1990-1991)
- A tizenkettedik évad 27 epizódot tartalmaz.

### Tizenharmadik évad (1991-1992)
- A tizenharmadik évad 22 epizódot tartalmaz.

### Tizennegyedik évad (1992-1993)
- A tizennegyedik évad 19 epizódot tartalmaz.

## További szereplők
- Stephen Macht mint Joe Cooper (Karen bátyja) (1981-1982)
- Michael Sabatino mint Chip Roberts (ill. Tony Fenice) (1982-1983)
- Joanna Pettet mint Janet Baines detektív (1983)
- Danielle Brisebois mint Mary-Frances Sumner #1 (1983-1984)
- Laurence Haddon mint Dr. Mitch Ackerman (1984 – 1985)
- Hunt Block mint Peter Hollister (szenátor) (1985-1987)
- Brian Austin Green mint Brian Cunningham #2 (1986-1989)
- Wendy Fulton mint Jean Hackney (1986-1987)
- Joshua Devane mint a fiatal Greg Sumner (1986-1987; 1990)
- Lar Park Lincoln mint Linda Fairgate (1987, 1989-1991)
- Peter Reckell mint Johnny Rourke (1988-1989)
- Lynne Moody mint Pat Williams (1988-1990)
- Kent Masters-King mint Julie Williams (1988-1991)
- Paul Carafotes mint Harold Dyer (1988-1990)
- Melinda Culea mint Paula Vertosick (1988-1990)
- Robert Desiderio mint Ted Melcher (1988-1989)
- Sam Behrens mint Danny Waleska (1989-1990)
- Joseph Gian mint Det. Tom Ryan (1989-1991, 1993)
- Lorenzo Caccialanza mint Nick Schillace/Dimitri Papas (1990-1991, 1992-1993)
- Bruce Greenwood mint Pierce Lawton (1991-1992)

Híres színészek a sorozatban:
- Karen Allen (1979) (Annie Fairgate)
- Helen Hunt (1980) (Betsy)
- Gary Sinise (1980) (Lee Maddox)
- Ava Gardner (1985) (Ruth Galveston)
- Dick Sargent (1985) (saját maga)
- Ruth Roman (1986) (Sylvia Lean)
- Doug Savant (1986-87) (a fiatal Mack MacKenzie)
- Michael York (1987-88) (Charles Scott)
- Red Buttons (1987) (Al Baker)
- Stuart Whitman (1990) (Willis #2)
- Halle Berry (1991) (Debbie Porter)
- Marcia Cross (1991-92) (Victoria Broyelard)
- Mary Lou Retton (1992) (saját maga)
- Billy Bob Thornton (1992) (a Logger)
- David James Elliott (1991-92) (Bill Nolan)
- Howard Duff (1984-85, 1990) (Paul Galveston)
- Lance Guest (1991) (Steve Brewer)